# Traité des Hérétiques
Le traité des hérétiques, en forme longue le traité des hérétiques : à savoir, si on les doit persécuter, et comment on se doit conduire avec eux, selon l'avis, opinion, et sentence de plusieurs auteurs, tant anciens, que modernes (en latin : De Haereticis, an sint persequendi et omnino quomodo sit cum eis agendum, doctorum virorum tum veterum, tum recentiorum sententiae) est un traité théologique et patristique composé par Sébastien Castellion sous le pseudonyme de Martin Bellie en 1553.
Dans ce traité, écrit en réaction à la fois à l'exécution de Michel Servet par Jean Calvin et à l'Inquisition catholique, Castellion lance une violente charge contre le concept d'hérésie et s'oppose à ce que le pouvoir politique puisse punir les hérétiques. Il défend la liberté de conscience et de religion, y compris pour les Juifs et Musulmans. Si son traité, comme le Conseil à la France désolée, ne parvient pas à empêcher les Guerres de Religion, il s'agit d'un des premiers textes défendant la tolérance religieuse de l'histoire.

## Histoire

### Contexte
Castellion est un théologien humaniste protestant ; il évolue à Strasbourg puis se rend à Genève pour assister Jean Calvin. Rapidement déçu par la jeune théocratie, il devient critique du prêcheur de manière croissante,. Cette opposition atteint son paroxysme avec l'exécution de Michel Servet, un théologien protestant perçu comme hétérodoxe, brûlé vif à Genève,,.
Castellion, qui est réfugié à Bâle, entreprend d'écrire contre Calvin.

### Rédaction
Le texte est composé de pièces diverses. Il s'agit d'une anthologie rassemblant des opinions d'auteurs chrétiens opposés à la peine de mort ou les poursuites judiciaires pour hérésie. L'essentiel des sources que Castellion utilise est tiré d'auteurs patristiques, Jérôme, Jean Chrysostome, Lactance, Augustin, mais il utilise aussi des auteurs qui lui sont contemporains, comme Érasme, Luther, et, avec ironie, Calvin ou Castellion lui-même,,. Castellion traduit le texte et le publie en français, en latin, puis publie une traduction en allemand rapidement après,,. Outre ce cadre suisse, il semble inspiré par des éléments touchant aux anabaptistes en Allemagne, par la situation autour de David Joris et par des écrits d'auteurs comme Sébastien Franck.
L'opuscule frappe Genève et pousse Théodore de Bèze à répondre, l'année suivante, par son propre traité en défense de l'exécution de Servet,.

## Analyse

### Thèses défendues
L'auteur défend la tolérance religieuse constante et l'impunité totale des hérétiques,,,. Il ne s'agit pas simplement pour lui de chrétiens hétérodoxes mais il défend aussi la tolérance religieuse pour les Juifs et Musulmans, nommant ces derniers « Turcs ».

### Postérité
Iacopo Aconcio et Baruch Spinoza auraient lu le traité et auraient été inspirés par son contact,. Le texte est considéré comme un des premiers textes défendant la tolérance religieuse de l'histoire. Il semble qu'il influence durablement l'histoire du protestantisme français.
En 1936, Stefan Zweig publie Conscience contre violence, une biographie de Castellion où il lui rend hommage. Le texte est considéré comme un des plus importants en matière de tolérance religieuse.